# Stenodema calcarata
Espèce
Stenodema calcarata est une espèce de petits insectes hétéroptères (punaises) de la famille des Miridae.
Long de 7 à 8 mm, c'est une espèce abondante, élancée, aux longues antennes, à la couleur variant du vert au beige.